# Pomba-de-buckley
A pomba-de-buckley (Columbina buckleyi) é uma espécie de ave da família Columbidae.
Pode ser encontrada nos seguintes países: Equador e Peru.
Os seus habitats naturais são: florestas secas tropicais ou subtropicais e matagal árido tropical ou subtropical.